# Patatera

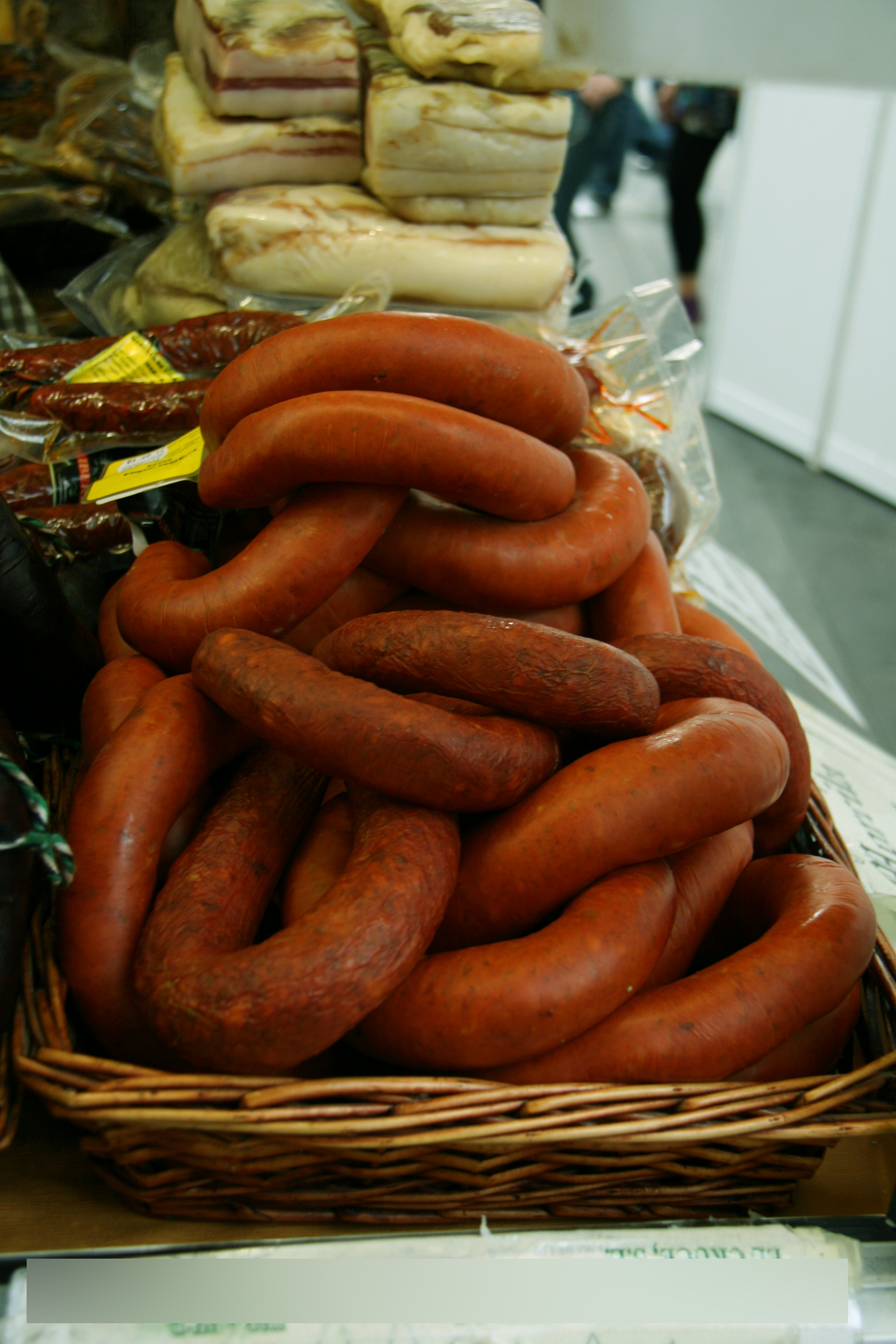
Patatera, embutido típico extremeño

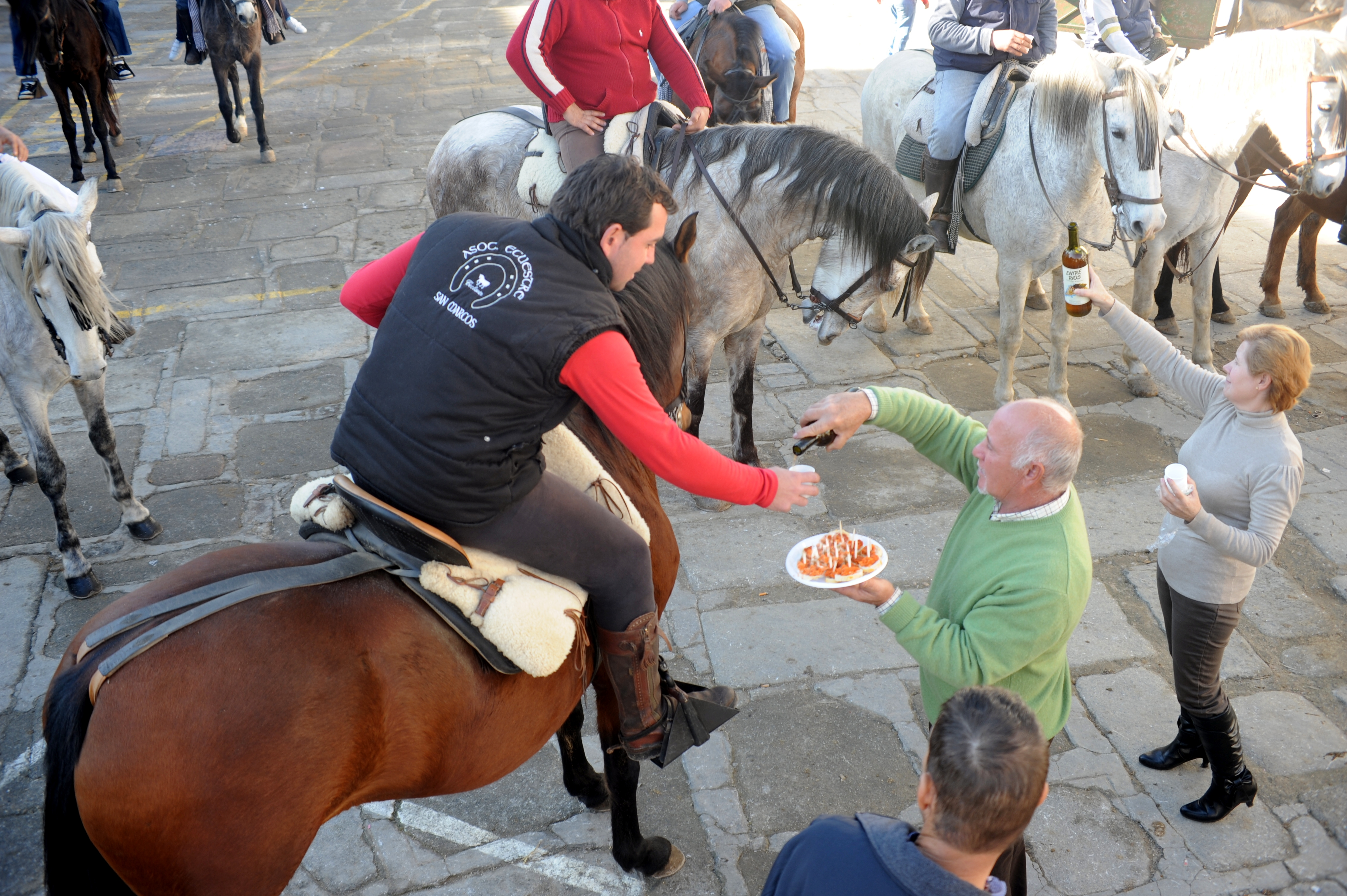
Ofreciendo patateras y vino de pitarra en el Día de los Caballos en Ceclavín

La patatera es un embutido que emplea una mezcla de grasa de cerdo ibérico y patatas en puré. 
A veces se denomina morcilla patatera, denominación inapropiada, ya que no contiene sangre en su composición. 
Este tipo de embutido es típico de toda Extremadura y es a menudo elaborado en las matanzas. Su apariencia exterior debido al contenido de pimentón es muy similar al chorizo. La textura de su interior permite que pueda consumirse en rodajas o untado en pan, bien como aperitivo o entrante.

## Características
Se presenta como embutido en forma de herradura o en ristra.
Ingredientes:
- Grasa del cerdo ibérico (40 % aprox.).
- Fécula de patata peladas y cocidas (50 % aprox.).
- A veces puede llevar magro de cerdo ibérico (10 % aprox.).
- Pimentón de la Vera dulce o picante.
- Ajo.
- Sal.

El mejor maridaje de este embutido es el vino de pitarra. Este tipo de embutido se suele comer crudo en rodajas o untado. Se sirve como tapa, aperitivo o entremés. En la cocina moderna se elaboran diversas variantes como ravioli de patatera. En Extremadura son populares los miajones o montadito de patatera untada.

## La patatera y las fiestas populares

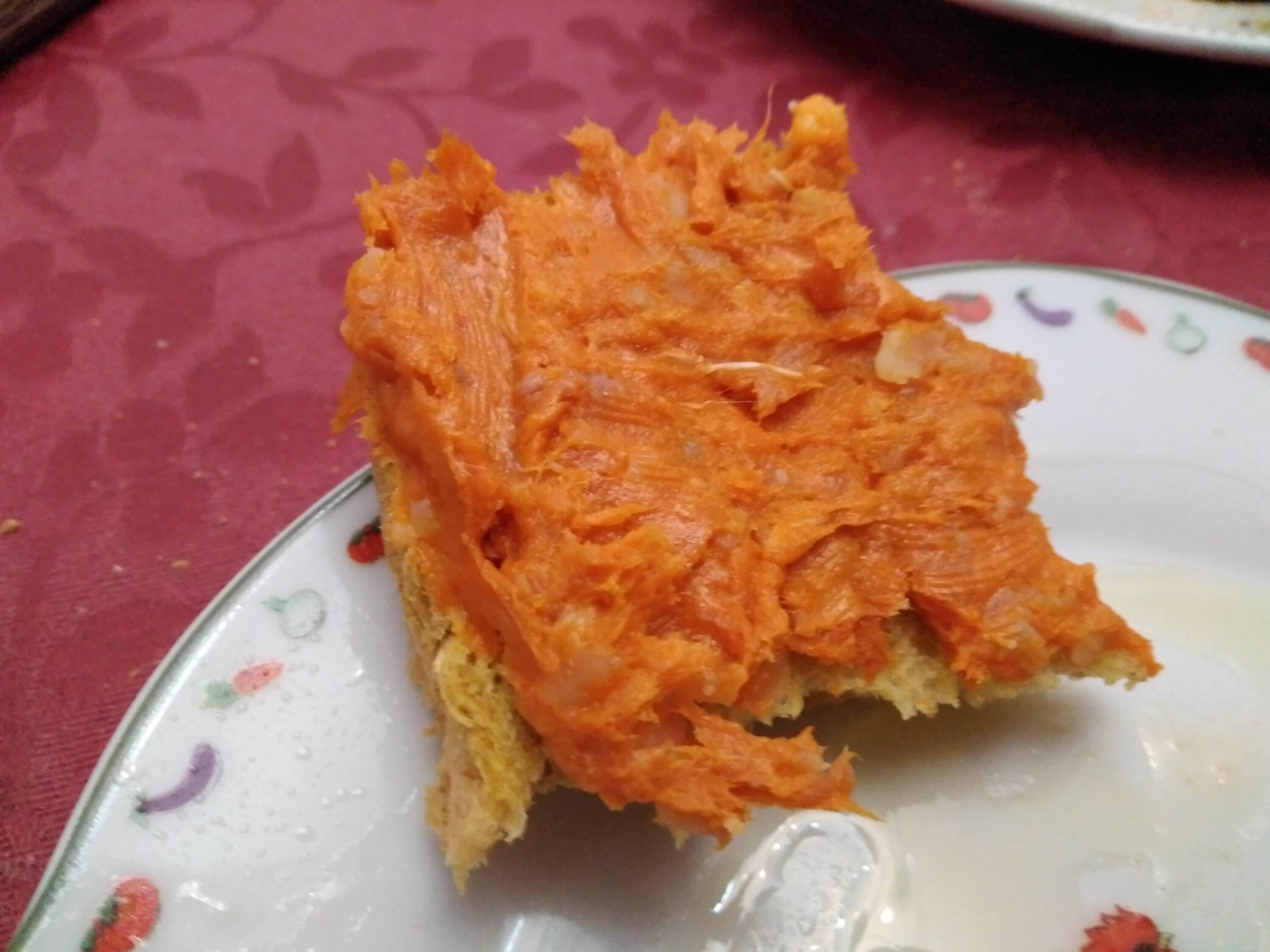
Patatera fresca untada en pan

La primera referencia en la bibliografía se encuentra en 1798, como alimento para paliar la hambruna.
A lo largo de la geografía extremeña, la patatera está presente en numerosas fiestas donde las distintas partidas o el propio consistorio invita a patateras, como ocurre en el Día de los Caballos de Ceclavín.
En Malpartida de Cáceres, la patatera adquiere pleno protagonismo en el día más señalado de sus Carnavales. Es el denominada Fiesta de la pedida de la patatera, una jornada festiva que viene desarrollándose desde el siglo XIX.